# 第96回日劇學院賞
←第95回 - 第96回 - 第97回→
第96回日劇學院賞，針對2018年1月到3月在日本播出之春季檔連續劇所做出的投票與評比。本季獲最優秀作品賞為TBS電視台的《UNNATURAL》，此劇共獲六項獎本季最多。

## 得獎名單

### 最優秀作品賞
1. UNNATURAL
2. 99.9 -刑事專門律師-2
3. 笑天家
4. BG～身邊警護人～
5. anone

- 讀者票：1. 99.9 -刑事專門律師-2；2. UNNATURAL；3. 有錢人家鳥事多；4. 海月姬；5. BG～身邊警護人～
- 記者票：1. UNNATURAL；2. 99.9 -刑事專門律師-2；3. anone；4. 笑天家；4. 鄰居家的月亮比較圓
- 評審票：1. UNNATURAL；2. 99.9 -刑事專門律師-2；3. 笑天家；4. anone；4. BG～身邊警護人～

### 主演男優賞
1. 松本潤（99.9 -刑事專門律師-2）[1]
2. 山田涼介（有錢人家鳥事多）
3. 木村拓哉（BG～身邊警護人～）
4. 大杉漣（Byplayers~無人島生活）
5. 山崎賢人（致命接吻）

- 讀者票：1. 松本潤（99.9 -刑事專門律師- 2）；2. 山田涼介（有錢人家鳥事多）；3. 大杉漣（Byplayers~無人島生活）；4. 山崎賢人（致命接吻）；5. 木村拓哉（BG〜身邊警護人〜）
- 記者票：1. 松本潤（99.9 -刑事專門律師- 2）；2. 齋藤工（MASKMEN）；3. 山田涼介（有錢人家鳥事多）；4. 木村拓哉（BG〜身邊警護人〜）；5. 大杉漣（Byplayers~無人島生活）
- 評審票：1. 松本潤（99.9 -刑事專門律師- 2）；2. 木村拓哉（BG〜身邊警護人〜）；3. 山田涼介（有錢人家鳥事多）；3. 大杉漣（Byplayers~無人島生活）；5. 山崎賢人（致命接吻）、水谷豐（相棒season16）

### 主演女優賞
1. 石原里美（UNNATURAL）[2]
2. 廣瀨鈴（anone）
3. 深田恭子（鄰居家的月亮比較圓）
4. 葵若菜（笑天家）
5. 芳根京子（海月姬）

- 讀者票：1. 石原里美（UNNATURAL）；2. 綾瀨遙（精靈守護者~最終章）；3. 深田恭子（鄰居家的月亮比較圓）；4. 芳根京子（海月姬）；5. 葵若菜（笑天家）
- 記者票：1. 石原里美（UNNATURAL）；2. 廣瀨鈴（anone）；3. 深田恭子（鄰居家的月亮比較圓）；4. 芳根京子（海月姬）、吉岡里帆（你已藏在我心底）
- 評審票：1. 石原里美（UNNATURAL）；2. 葵若菜（笑天家）；3. 廣瀨鈴（anone）、深田恭子（鄰居家的月亮比較圓）、芳根京子（海月姬）

### 助演男優賞
1. 井浦新（UNNATURAL）[3]
2. 香川照之（99.9 -刑事專門律師-2）
3. 瀨戶康史（海月姬）
4. 窪田正孝（UNNATURAL）
5. 高橋一生（笑天家）

- 讀者票：1. 香川照之（99.9 -刑事專門律師-2）；2. 井浦新（UNNATURAL）；3. 瀨戶康史（海月姬）；4. 窪田正孝（UNNATURAL）；5. 小瀧望（有錢人家鳥事多）
- 記者票：1. 井浦新（UNNATURAL）；2. 向井理（你已藏在我心底）；3. 松山研一（鄰居家的月亮比較圓）；4. 窪田正孝（UNNATURAL）、北村匠海（鄰居家的月亮比較圓）
- 評審票：1. 井浦新（UNNATURAL）；2. 高橋一生（笑天家）；3. 濱田岳（笑天家）；4. 瀨戶康史（海月姬）；5. 北村匠海（鄰居家的月亮比較圓）

### 助演女優賞
1. 木村文乃（99.9 -刑事專門律師-2）[4]
2. 田中裕子（anone）
3. 門脇麥（致命之吻）
4. 市川實日子（UNNATURAL）
5. 波瑠（有錢人家鳥事多）

- 讀者票：1. 木村文乃（99.9 -刑事專門律師-2）；2. 市川實日子（UNNATURAL）；3. 波瑠（有錢人家鳥事多）；4. 門脇麥（致命之吻）；5. 馬場園梓（99.9 -刑事專門律師-2）
- 記者票：1. 田中裕子（anone）；2. 市川實日子（UNNATURAL）；3. 門脇麥（致命之吻）；4. 廣瀨愛麗絲（笑天家）；5. 波瑠（有錢人家鳥事多）
- 評審票：1. 田中裕子（anone）；2. 門脇麥（致命之吻）；3. 廣瀨愛麗絲（笑天家）、波瑠（有錢人家鳥事多）、木村文乃（99.9 -刑事專門律師-2）

### 主題曲賞
1. 《Lemon》米津玄師（UNNATURAL）
2. 《Find The Answer》嵐（99.9 -刑事專門律師-2）
3. 《明日從何處開始》松隆子（笑天家）

- 讀者票：1. 《Find The Answer》嵐（99.9 -刑事專門律師-2）；2. 《Lemon》米津玄師（UNNATURAL）；3. 《筆直向前》Hey! Say! JUMP（有錢人家鳥事多）；4. 《永別輓歌》菅田將暉（致命之吻）；5. 《A New Day》Beverly（海月姬）
- 記者票：1. 《Lemon》米津玄師（UNNATURAL）；2. 《here comes my love》Mr.Children（鄰居家的月亮比較圓）；3. 《永別輓歌》菅田將暉（致命之吻）；4..《Find The Answer》嵐（99.9 -刑事專門律師-2）；5. 《マスカレイド》Toshi（MASKMEN）
- 評審票：1. 《明日從何處開始》松隆子（笑天家）；2.《Lemon》米津玄師（UNNATURAL）；3. 《サン・トワ・マミー》瀧本美織（越路吹雪物語）；4.《ゴミ箱から、ブルース》竹原ピストル（日语：竹原ピストル）（Byplayers~無人島生活）；5. 《永別輓歌》菅田將暉（致命之吻）、《一か八か》Re:versed（狂賭之淵）

### 劇本賞
1. 野木亞紀子（UNNATURAL）
2. 坂元裕二（anone）
3. 中谷真由美（鄰居家的月亮比較圓）

### 導演賞
1. 塚原亞由子、竹村謙太郎、村尾嘉昭（UNNATURAL）
2. 木村尚、岡本伸吾（99.9 -刑事專門律師-2）
3. 松居大悟、橫浜聰子、淺野敦也（Byplayers~無人島生活）

### 特別賞
- 《Byplayers~無人島生活》的團隊

## 記者及評審評語
- 編劇野木亞紀子
  - 「不但愛情劇，還能寫出這樣細緻精密的推理查案劇」「每一集的起承轉合都很完美。整體來說，通過『死亡』描述『生存』的風格一貫」獲得讚賞。

- 導演塚原亞由子等
  - 《不自然死因研究所》的導演塚原亞由子等人以大比數獲獎，「對白的節奏、嚴肅場景的心情描寫，形成鮮明對比」「播出主題曲的時機絕妙」經過計算詳盡精密的拍攝獲得很高評價。

## 外部連結
- 第96回日劇學院賞 （页面存档备份，存于）